# جريس أجنبي
الجُرَيس الأجنبي (باللاتينية: Campanula peregrina) نوع نباتي ينتمي إلى جنس الجريس من الفصيلة الجريسية.

## الموئل والانتشار
موطنه في بلاد الشام وقبرص وتركيا.

## مرادفات للاسم العلمي
- (باللاتينية: Campanula decurrens Zuccagni)
- (باللاتينية: Campanula alata Bové ex Vatke [Illegitimate])
- (باللاتينية: Campanula decurrens Zuccagni [Illegitimate])
- (باللاتينية: Campanula hirsutissima Guss. ex A.DC.)
- (باللاتينية: Campanula lanuginosa Lam.)
- (باللاتينية: Campanula orientalis Steud.)